# Batman: Arkham Origins
Batman: Arkham Origins (англ. «Бетмен: Літопис Аркему») — мультиплатформова відеогра у жанрі Action-adventure та Stealth Adventure для Microsoft Windows, Xbox 360 та PlayStation 3. Створена компанією Warner Bros. Games Montreal. Третя гра з серії Batman: Arkham. Видавцем гри виступила компанія Warner Bros. Interactive Entertainment, яка оголосила дату релізу гри яка вийшла 25 жовтня 2013 року.

## Ігровий процес
Arkham Origins - це гра з вікритим світом, що включає в себе елементи стелс-гри. Бетмен може скористатися своїм плащем, щоб планувати по Готем-Сіті і втягнутий мотузковий пістолет, щоб прикріпитись  до важкодоступних виступів і продовжити свій політ. Деякі гаджети від попередніх ігор Arkham присутні на початку Arkham Origins, а інші стають доступними під час гри. До старих гаджетів відносять Cryptographic Sequencer, що використовується для злому консолей безпеки; Batclaw, який використовується  для прикріплення до поверхонь; Batarang, метальна зброя, Remote Batarang - дистанційно керований аналог; Explosive Gel, що використовується для знищення слабких поверхонь і збивання ворогів, Smoke Pellets, що використовуються для прихованих виходів і входів , Disruptor, який може віддалено вимикати зброю і вибухові міни. До нового обладнання в арсеналі Бетмена входить Remote Claw, що дозволяє Бетмену націлювати два об'єкти і тягнути їх разом, дозволяючи йому кидати ворогів один в одного або вдарити їх об'єктами (прив'язка двох стін створює канату для переходу Батмана); Shock Gloves, які дозволяють Бетмену блокувати електричні атаки, відключати деяких ворогів і Concussion Detonator, здатний вражати великі ворожі групи. 
Гра впроваджує систему швидкого переміщення, що дозволяє Бетмену викликати свій літак (Batwing), щоб перенести його в інші області ігрового світу швидше, ніж планування. Ворожі башти заважають Бетмену викликати судно в деякі райони і тому повинні бути відключені, щоб зробити Batwing (не керований гравцем) доступним.  Деякі вежі можуть бути відключені лише тоді, коли у гравця є необхідне обладнання. 
Комбо атаки нагороджуються очками досвіду. Ці очки можуть бути використані в розгалуженій системі розвитку для підвищення можливостей і пристосувань Бетмена, що дозволяє гравцям модернізувати кілька шляхів або спеціалізуватися на одній. Ворожі атаки помічаються попереджувальною піктограмою, що вказує на те, що атаку можна відбити. Вороги озброєні зброєю, такою як ножі, свинцеві труби та щити. Деякі вороги озброєні зброєю, яка можуть вбити Бетмена, тому гравець має використовувати хитромудрі тактики, щоб збільшити свої шанси на перемогу. 
Arkham Origins пропонує побічні місії, де Бетмен може допомогти відділу поліції міста Готам (GCPD), рятуючи працівників поліції від бандитів. Найцікавіший дозволяє Бетмену переслідувати лиходіїв поза головним сюжетом (наприклад, Анарки, який встановив бомби по місту). Радіо сканер Бетмена також дозволяє йому знаходити побічні місії; завершені місії нагороджуються очками досвіду та оновленням обладнання Бетмена. Гра підкреслює навички детектива Бетмена; наприклад, він може сканувати місце злочину за допомогою Detective Vision (відображається в перспективі від першої особи), щоб виділити цікаві місця; Голограми діють з теоретичних сценаріїв злочину. Злочини можуть бути переглянуті за допомогою Беткомп’ютера у Бетпечері: це дозволяє гравцеві переглядати віртуальне відтворення сцени з різних ракурсів (з можливістю переміщатися вперед і назад по часовій шкалі злочину), переглядати її у повільному режимі або призупиняти, шукаючи підказки для вирішення злочину.

## Сюжет
Ця гра є приквелом до Batman: Arkham Asylum та Batman: Arkham City. Сюжет охоплює день святкування Різдва Христового. Чорна Маска найняв вісім вбивць, щоб вони раз і назавжди покінчили з Бетменом. Це і будуть першими випробуваннями, які зроблять з молодого Брюса, справжнього Темного Лицаря. На своєму шляху Темний Лицар зустрінеться з багатьма ворогами, такі як: Джокер, Бейн та Дезстроук та інші(які нині не відомі). Сюжет має розкрити загартування духу Темного Лицаря.

## Розробка гри
Самі відомості про гру з'явилися вперше у жарналі Gameinformer у травні 2013 року. Warner Bros. Games Montreal вирішила продовжити роботу Rocksteady Studios. 
20 травня вийшов перший трейлер гри, а сам геймплей показали на виставці Electronic Entertainment Expo 12 червня 2013 року.

## Актори, що беруть участь
На роль озвучення головного героя був обраний Роджер Сміт, який відомий за роллю Еціо Аудиторе да Фіренце у грі Assassin's Creed II, а роль Джокера дісталася актору Трою Бейкеру, якого знають за роллю Букера ДеВітта у грі BioShock Infinite

## Музика
Музика до гри була створена композитором Крістофером Дрейком. Як говорить сам Крістофер, це його перший досвід написання музики до відеогри. Запис проводився у WaterTower Music. До гри входять 32 композиції.

## Бонусний контент
- New Millennium Skins Pack
- Infinite Earths Skins Pack
- Gotham by Gaslight Batman
- Brightest Day Batman
- Initiation:
- Deathstroke Challenge Pack.